# Bảo tàng Công nghệ Quốc gia, Warszawa
Bảo tàng Công nghệ Quốc gia ở Warsaw (tiếng Ba Lan: Narodowe Muzeum Techniki w Warszawie) là một bảo tàng tọa lạc tại số 1 Quảng trường Defilad, Warsaw, Ba Lan.

## Lịch sử hình thành
Bảo tàng Công nghệ và Công nghiệp NOT do Tổ chức Kỹ thuật Tối cao (NOT) điều hành bắt đầu hoạt động vào năm 1955, tiếp tục hoạt động của Bảo tàng Công nghệ và Công nghệ tồn tại trước Chiến tranh thế giới thứ hai (được thành lập vào năm 1929). Các bộ sưu tập của Bảo tàng được trưng bày ở cánh tây nam của Cung Văn hóa và Khoa học. Bảo tàng được nhà nước tài trợ đến năm 2016. Cùng năm, Ban Giám đốc Cung Văn hóa và Khoa học chấm dứt hợp đồng cho Bảo tàng thuê địa điểm.
Ngày 9 tháng 6 năm 2017, một thỏa thuận đã đạt được về việc thành lập Bảo tàng Công nghệ Quốc gia. Sáu tháng sau, NOT tặng phần lớn các bộ sưu tập của Bảo tàng Công nghệ và Công nghiệp NOT cho Bảo tàng Công nghệ Quốc gia mới thành lập. 

## Triển lãm
Các bộ sưu tập của Bảo tàng Công nghệ Quốc gia ở Warsaw chủ yếu thuộc lĩnh vực lịch sử công nghệ Ba Lan, bao gồm: bộ sưu tập xe máy, máy thu thanh, dụng cụ trắc địa, thiết bị văn phòng, máy tính, và các thứ khác. 

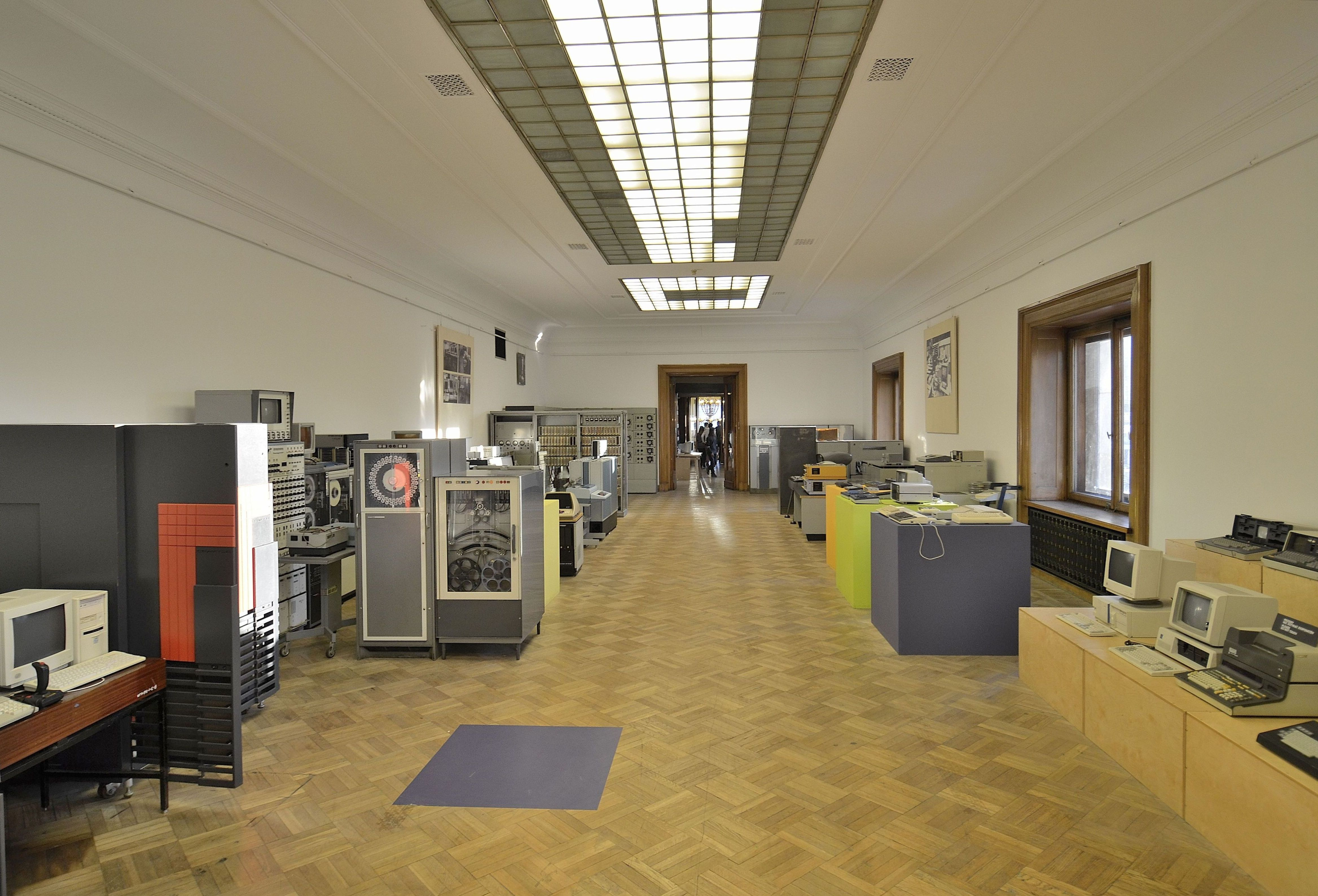
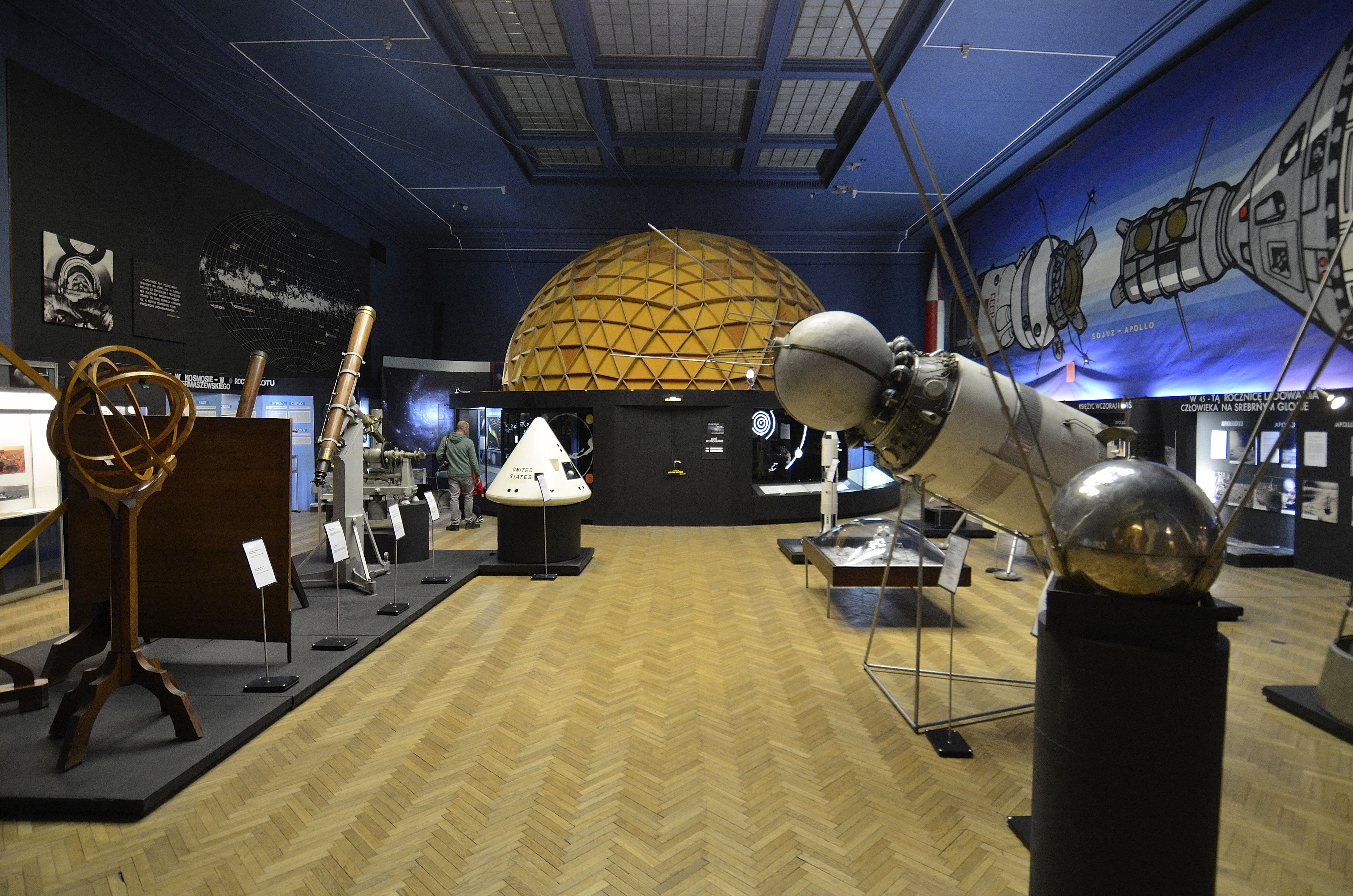
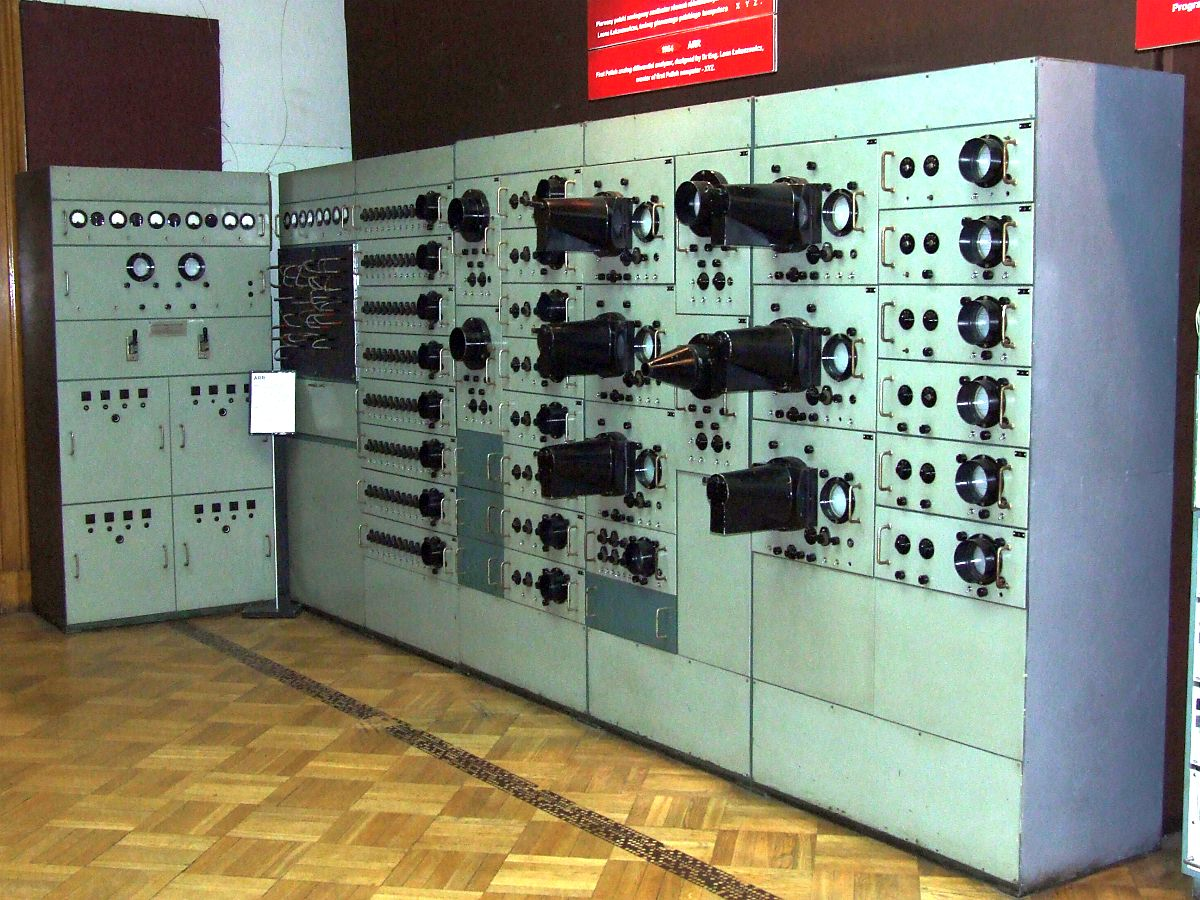
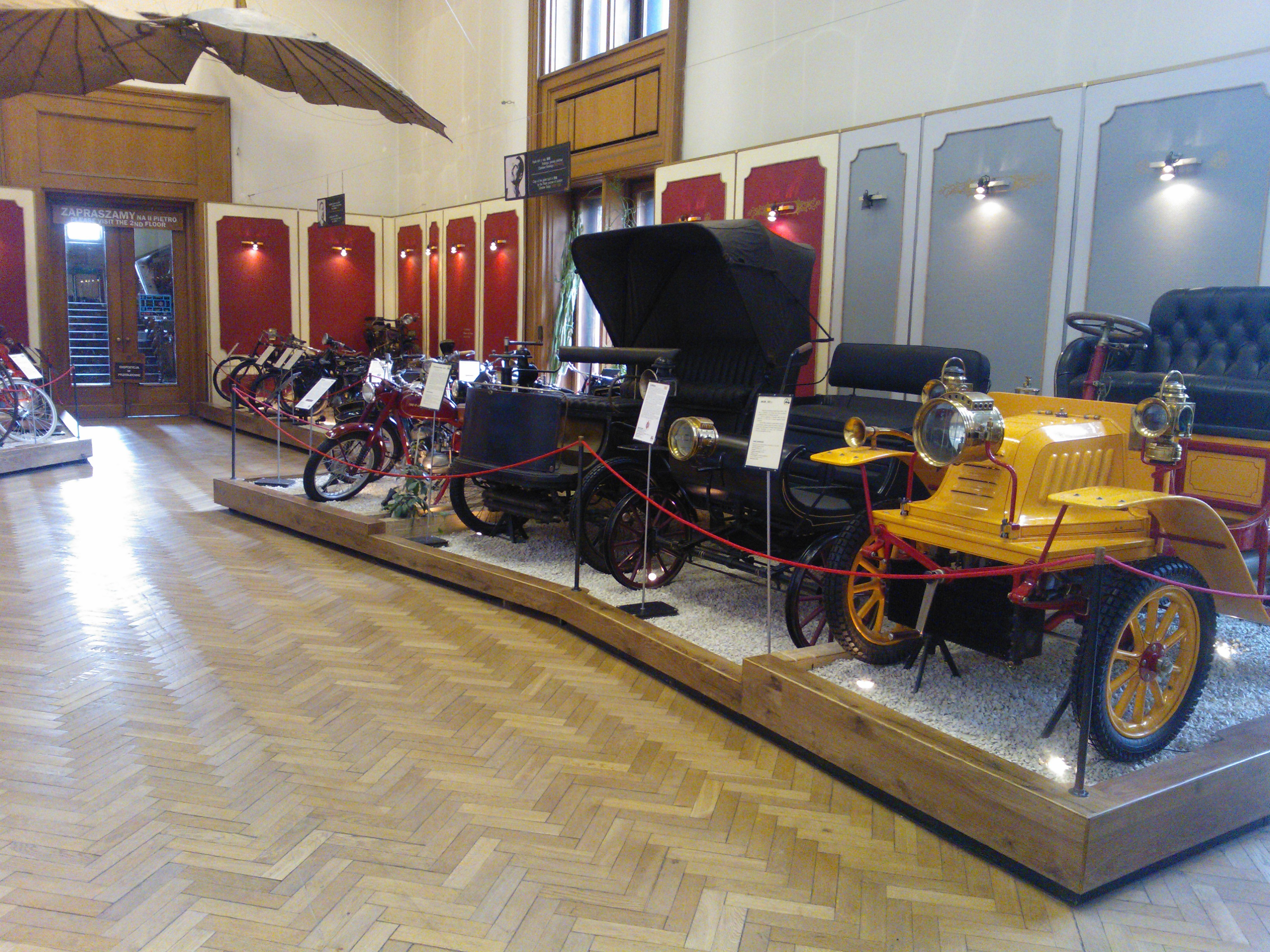
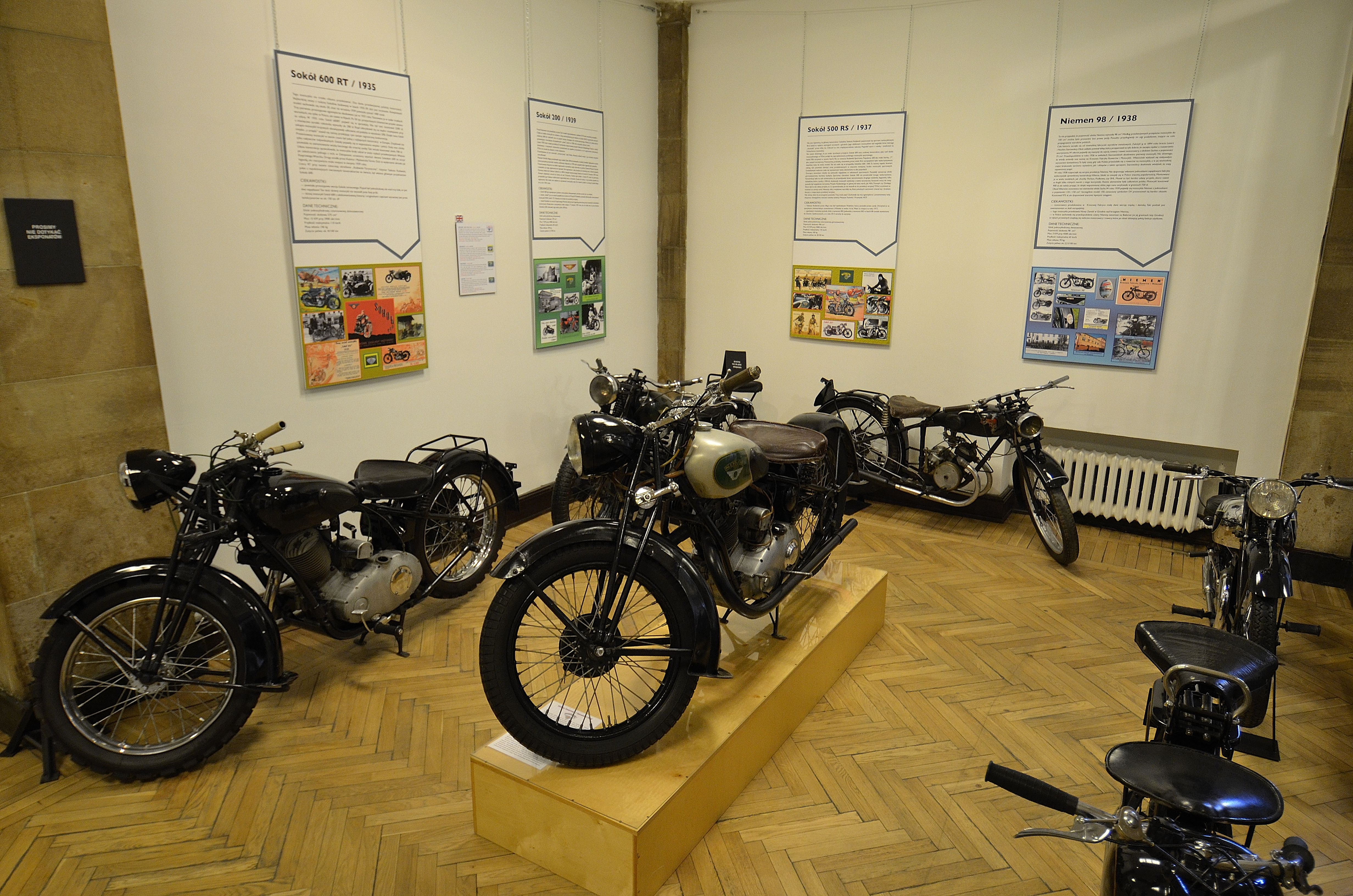